# Case popolari di Napoli

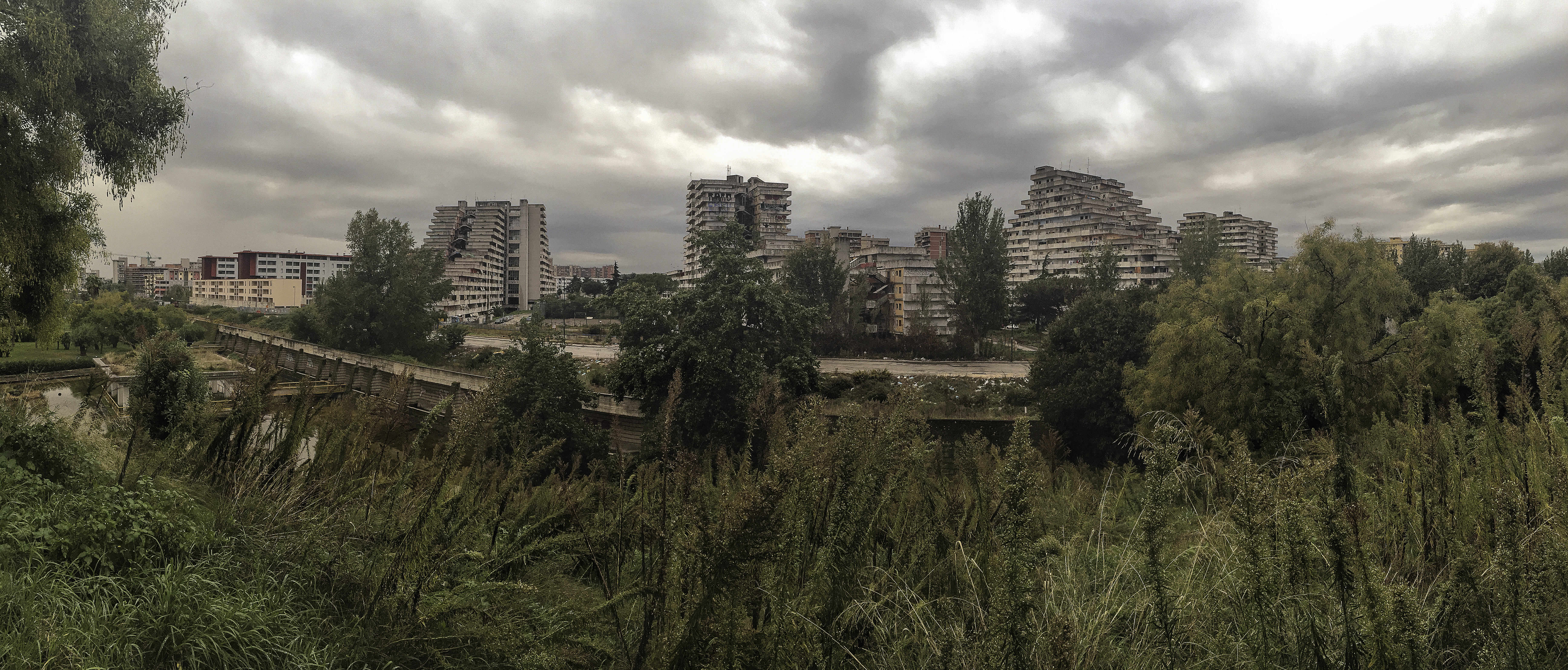
Veduta d'insieme delle Vele di Scampia, 1962/1975

Le case popolari sono una parte della nuova città costruita al di fuori delle vecchie mura adibite ad uso residenziale secondo le migliori opportunità economiche.

## Storia

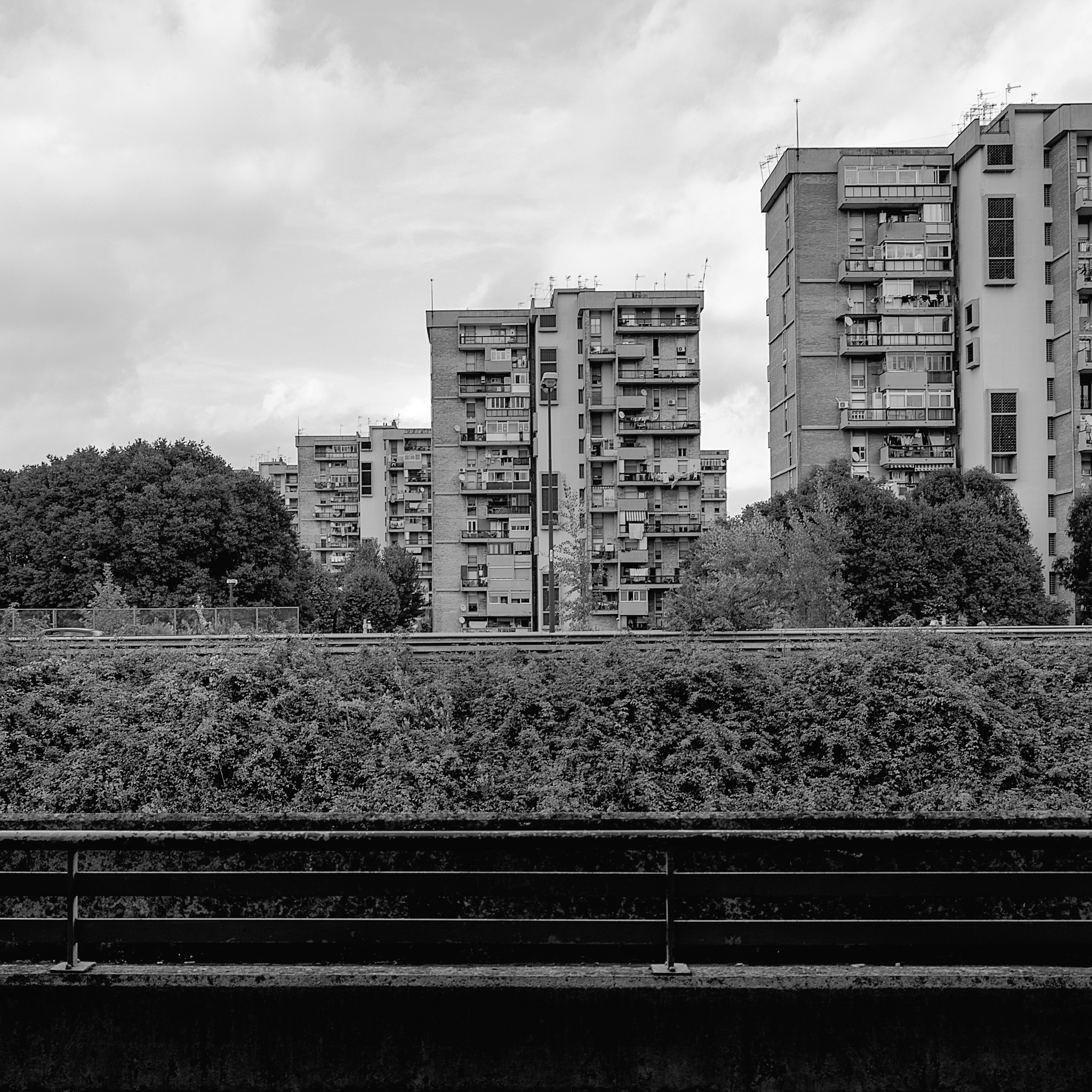
Edifici a Torre realizzati dall'Ufficio Tecnico IACP, anni '70

A Napoli il ruolo di questo tipo di architettura ha contribuito notevolmente all'espansione delle tecnologie architettonico-ingegneristiche il modo progettuale è passato dai primi fabbricati in tufo e solai in travi d'acciaio con cortile, alle prime sperimentazioni delle strutture in calcestruzzo in posa sul cantiere, le prime strutture prefabbricate utilizzando vari tipi di combinazioni strutturali ai quartieri-dormitorio con forti influenze di Le Corbusier e di Tange. L'espansione urbana al di fuori delle mura avviene in tre fasi:
- la prima periferia dal 1860 al 1920
- la seconda periferia dal 1920 al 1960
- la terza periferia dal 1960 ad oggi

La periferia popolare, secondo la teoria, non dovrebbe assomigliare all'assetto antico: essa è una città ai margini di un'altra città, una città-satellite, progettata secondo i più moderni piani dell'urbanistica delle varie epoche in cui è stata costruita la città periferica. Inoltre come si è già detto durante la costruzione delle periferie, il governo fascista accorpa i vari casali e comuni limitrofi per realizzare una mega espansione del capoluogo che avvenne dopo la guerra e alcuni punti di periferia popolare saranno zone di raccordo che collegheranno la città ai centri storici dei casali o dei vecchi comuni come nel caso di Pianura. La città assume anche l'aspetto di tante periferie che all'apparenza sono quattro micro-città: tre sono periferie suddivise in tre gruppi, la periferia settentrionale, la periferia orientale e periferia occidentale e la quarta-microcittà è il centro storico/antico considerato come la città consolidata.

### Dal 1860 al 1884: I primi esperimenti di case popolari

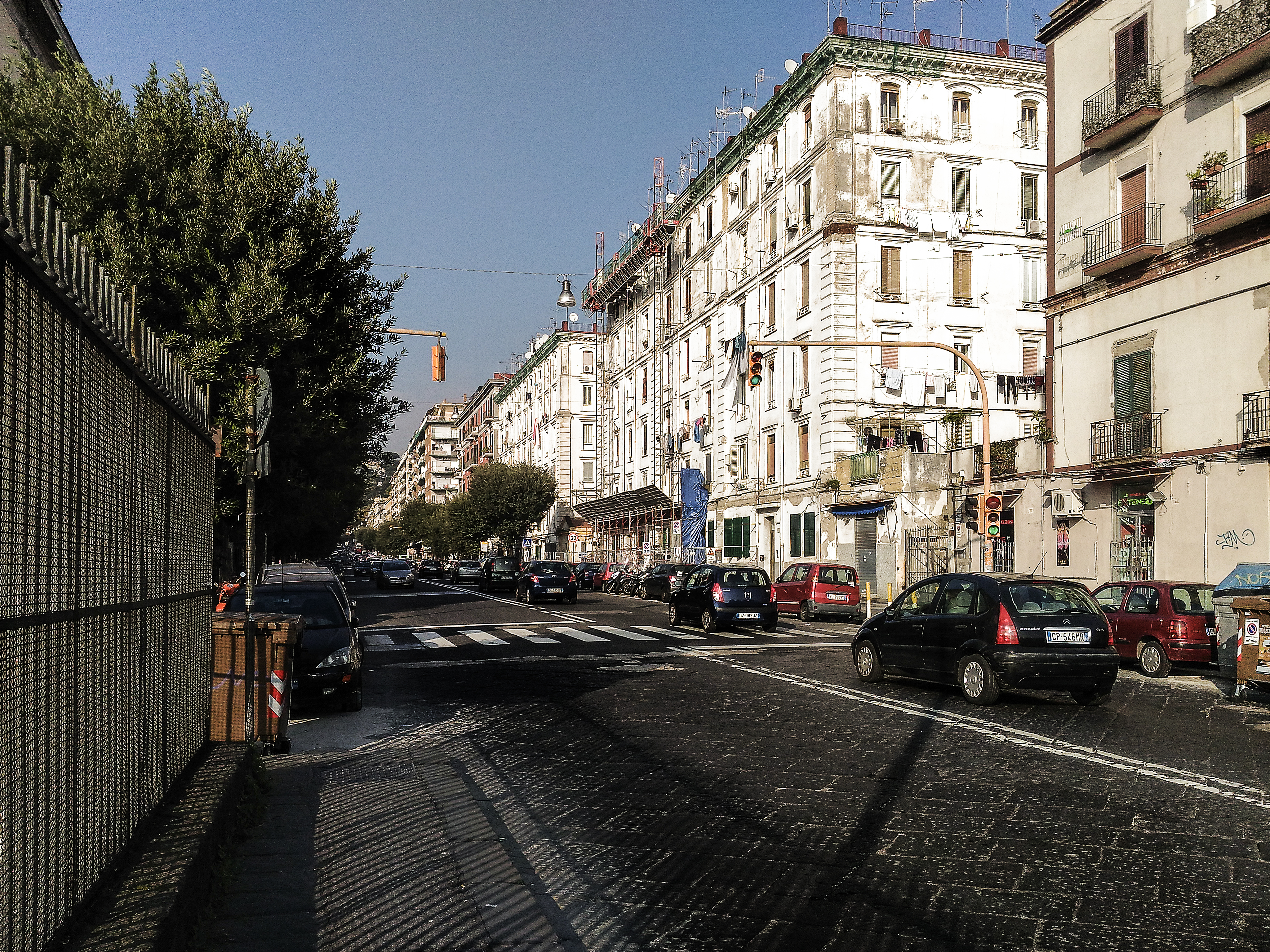
Complesso "La Filantropica", 1865. Il primo esempio di edilizia popolare postunitario a Napoli

Durante la seconda metà del ottocento sono stati redatti numerosi progetti di espansione urbana, prevista anche dal governo borbonico, essi prevedevano la realizzazione di una periferia operaia in zona orientale, ossia Poggioreale, Rione Arenaccia e zona Vasto, tutte realizzazione previste attorno alla Stazione Centrale e a ridosso del Centro Storico, altre zone previste erano un'espansione con sventramenti nella zona di Chiaia, con l'approvazione della legge sull'esproprio per pubblica utilità nel 1865 e i decreti garibaldini viene promosso il progetto per la realizzazione di Via Duomo che comporto la distruzione di una striscia di città vecchia e la realizzazione di abitazioni moderne con gusto eclettico.
Delle tre idee della post-unità solo due vennero realizzate tranne le case operaie all'Arenaccia e a Poggioreale. Con l'abbandono del progetto della periferia risaltava il problema di un'ulteriore sovraffollamento urbano provocato dagli sventramenti sanitari che portò una stratificazione orizzontale da parte dei ceti poveri e della piccola borghesia, questa legge approvata nel 1865 non fece altro che intensificare le iniziative filantropiche. Furono molti i progetti presentati dagli ingegneri napoletani di abitazioni di tipo economico, gli ingegneri erano appoggiati alle associazioni filantropiche che avevano a disposizione i capitali adatti all'edificazione di un edificio.
La Società Filantropica Napoletana, presidiata dall'ingegnere Marino Turchi, eresse a proprie spese il Complesso "La Filantropica" (corso Amedeo di Savoia) progettata dallo stesso presidente della società, esso rappresenta il primo modello di casa economica di Napoli. In seguito altri progetti patrocinati dal comune e progettati da ingegneri locali riuscirono a sviluppare un assetto più sistematico utilizzando una pianta a scacchiera, il più importante progetto proposto e non attuato è la zona compresa alle spalle del Real Albergo dei Poveri ideata dagli ingegneri Franchini e Sellitti, il piano prevedeva la realizzazione di un rione per circa diecimila abitanti.

### Dal 1885 al 1900: Il rione orientale, proposte e realizzazioni di esso
Dopo l'epidemia di colera nel 1884 la distribuzione di progettare nuove abitazioni, per risanare la città dalla catastrofe dell'anno precedente, si ricorre alla demolizione di ampi parti del centro antico per far posto a rioni con un'organizzazione urbanistica migliore in modo da mascherare le case malfamate dei vicoli storici, il Corso Umberto I è un esempio degli interventi realizzati dalla costituita Società pel Risanamento. Le zone da realizzare ad ex novo sono i quartieri della prima periferia che si espanse ad oriente dove sono localizzati gli impianti industriali e la stazione della ferrovia. Altri interventi sono il Vomero dove in quel periodo si posava la prima pietra per la realizzazione del quartiere e infine qualche sporadico intervento ad occidente dalla città.
La struttura urbanistica degli interventi è pressoché identica perché in tutti i casi la zona destinata al verde non viene calcolata o non viene realizzata. Le vie di comunicazione variano a seconda della zona da costruire, di solito le strade di primaria importanza hanno una notevole luce e le strade di secondaria importanza assumono le caratteristiche di vicoli. Le abitazioni che si ripetono con modularità con dimensioni che oscillano tra i 90x90/120 metri, i caseggiati si sviluppano in pianta chiusa con corte al centro come le antiche abitazioni napoletane si sviluppano su tre o quattro piani e stilisticamente si presentano con un design molto povero. L'ambiente interno di un'abitazione aveva, nel peggiore dei casi, una stanza con loggetta per i sanitari mentre il migliore di casi è un bilocale.
Nel "Piano del Risanamento" redatto dall'ingegnere Adolfo Gianbarba le vie e le strade dovevano costituire il punto di forza di nuovi importanti interventi del periodo, dovevano competere, secondo i progetti dell'ingegnere Gianbarba, con i boulevard di Parigi ma con lo spazio a disposizione potevano solo risultare delle strade larghe la metà delle parigine. Infatti il "Rettifilo" è largo solamente ventisette metri rispetto ai quaranta metri dei boulevard pargini. Gli unici spazi di notevoli dimensioni erano le piazze che hanno la funzione di collettori degli assi viari, al centro vi sono dei piccoli giardinetti. La piazza più grande realizzata durante questi interventi di risanamento è Piazza Nazionale nell'odierno quartiere di Vicaria, a pianta ottagonale, misura 170x130 metri la griglia urbanistica del luogo urbano. Il quartiere, secondo il Gianbarba, doveva essere diviso da un viale alberato lungo qualche chilometro e largo circa ottanta metri ma nel giro di pochi anni anche questo non verrà realizzato.
Nel contempo l'ingegnere Mayo avanza la proposta di una realizzazione dei quartieri orientali chi si configura come un'alternativa del progetto di Adolfo Gianbarba, esso prevedeva la realizzazione del quartiere orientale con l'utilizzo di viali alberati realizzati come prosieguo della città vecchia e inoltre prevedeva la realizzazione di una fascia di rispetto tra il quartiere e la zona industriale.

### Dal 1900 al 1945: I quartieri occidentali e la nascita dell'IACP
Mentre ad oriente della città si costruiva con concessioni della Società pel Risanamento lasciando in gran parte il progetto a privati che costruivano a proprie spese gli edifici, ad occidente si iniziava a progettare abitazioni economiche e proprio durante la costruzione di edilizia economica fuori dalle mura urbane fa sì che nasce l'Istituto Autonomo Case Popolari di Napoli. La società aveva alcuni suoli ad occidente della città che gli sono stati donati dalla Banca d'Italia e rafforzò il suo morale anche con l'accerchiarsi di intellettuali che ritenevano doveroso l'edificazioni di questo tipo di edilizia tra questi spicca Matilde Serao.
Ma in realtà la società da poco costituita soffriva di alcune questioni di tipo politico che prevede una decisione da lasciare tutti i beni in edificazione alla società o darli ai privati che ergevano, motivi economici che contrapponendosi alla Società pel Risanamento che darà l'avvio alla società dopo il completamento del suo programma, motivi urbanistici perché nei primi del XX secolo non esisteva un piano per regolare i suoli periferici e infine una questione prettamente sociologica dove socialisti e liberali contrapponevano il loro pensiero: i socialisti ritenevano giusto che le abitazioni popolari venissero costruite per gli operai mentre i liberali ritenevano che queste abitazioni fossero occupate da un ceto piccolo-borghese.
Nelle abitazioni di nuova costruzione avveniva un sovraffollamento da parte del popolo che contribuiva alle precarie condizioni dell'epoca che si formavano nel giro di pochi anni dalle epidemie. Mentre con la legge del 1904 si rivedono molti piani urbanistici della zona orientale di Napoli dove gli ingegneri Martinez e Porrù redassero nel 1906 il progetto di massima della zona orientale, i piani degli ingegneri non furono mai approvati e così si concluse l'idea di realizzare piani ordinatori tra i rioni e le industrie e il problema del sovraffollamento. Sempre nel 1906 si modificarono i piani del 1885 elimando una fascia di verde pubblico sostituendola con una strada denominata il Corso Orientale, oggi è l'attuale Corso Novara nel quartiere di Vicaria.
Nel 1910 l'IACP progetta i primi interventi sia ad oriente che ad occidente, ad oriente con i rioni di Poggioreale, Arenaccia e Luzzatti mentre ad occidente con il rione Duca d'Aosta a Fuorigrotta. Le tipologie edilizie adottate dall'ing. Domenico Primicerio, capo ufficio tecnico della società case popolari, sono intermedie a quelle della Società pel Risanamento, l'isolato delle case popolari è composto da un isolato senza cortile con piano terra rialzato, scantinato e tetto piano. Le prime case dell'Istituto hanno un alloggio di due o tre vani con cucina e latrina poste in una nicchia, successivamente questa tipologia di alloggio verrà abbandonata per la realizzazione di abineti più larghi e indipendenti tra i quali nascono il corridoio il bagno e la cucina, questi ultimi erano accoppiati, cioè gli ambienti creano contigui.
I progetti rionali sono semplicemente piani stradali di larghezza variabile tra gli otto e i dieci metri, con insule con quattro edifici a blocco e raramente con cortile.

#### L'ampliamento e il Risanamento igienico durante gli anni del Fascismo

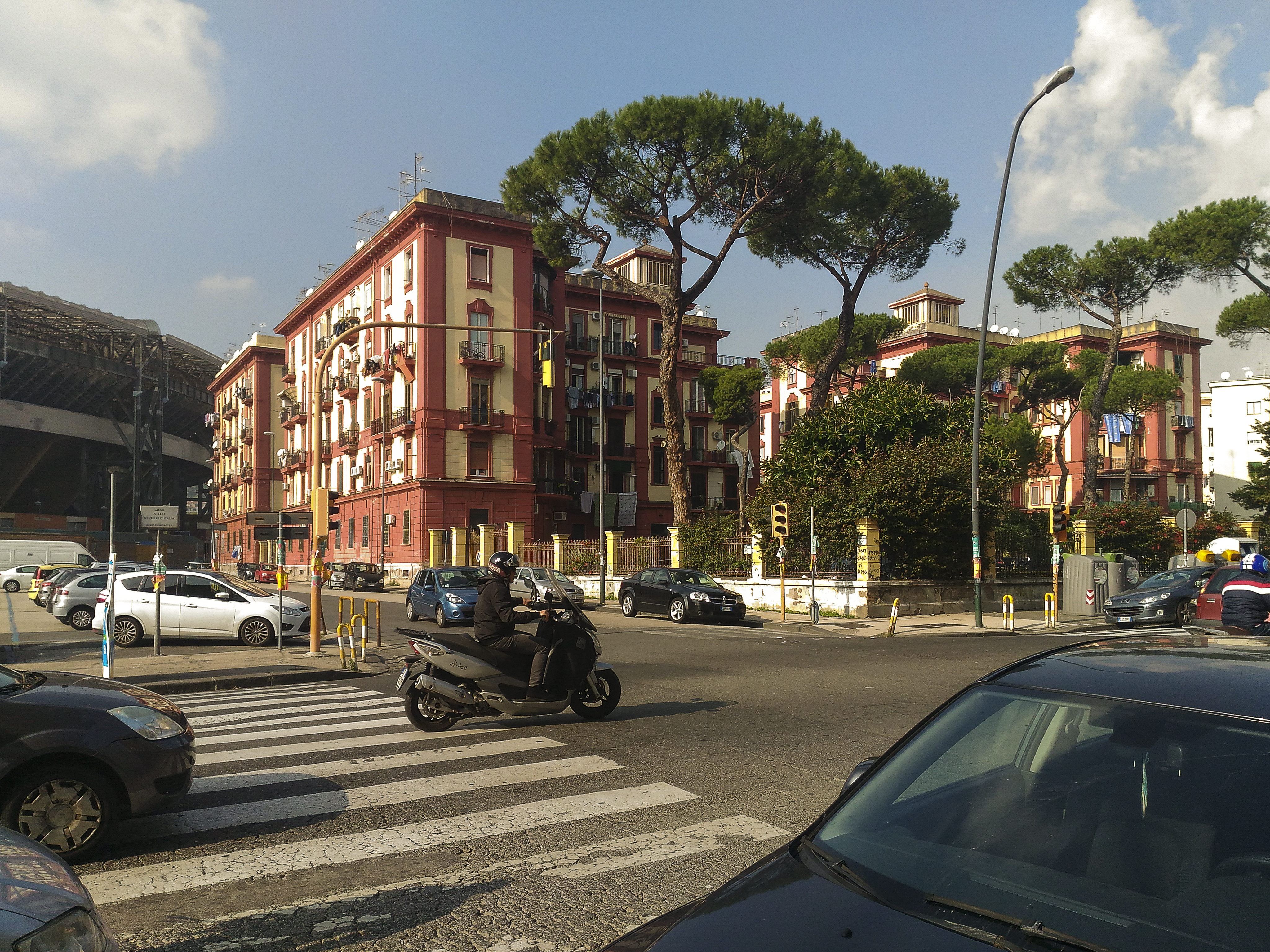
Il Rione Nicola Miraglia, IACP, 1928/1930

Mentre si edificavano i primi rioni popolari per operai ad opera degli istituti pubblici, la città iniziava a sviluppare nuovi sistemi di sviluppo urbano come la realizzazione della prima linea metropolitana del Paese nel settembre 1925 e dell'inclusione della fascia perimetrale della campagna napoletana nei confini urbani avvenuta tra il 1920 e il 1926. Questi fattori di sviluppo incentivarono nuove proposte di carattere urbanistico a partire dal mancato piano regolatore di Gustavo Giovannoni del 1924 che prevedeva il progetto della "Grande Napoli", un progetto ambizioso dal punto di vista urbanistico che tentò di riorganizzare tutto il lavoro svolto dal momento dell'emanazione della Legge per il Risanamento della Città di Napoli nel 1885 alle recenti opere di bonifica dell'area est della città. Nei primi anni del regime fascista si continuava a lavorare lungo i progetti già iniziati negli anni precedenti con la Legge speciale del 1904. Di rilevante importanza sono i completamenti delle aree collinari del Vomero attraverso le stipule di contratto con la Società pel Risanamento, di Posillipo con la costituzione di una società ad hoc per gli interventi, la SPEME (Società per l'Edilizia Moderna ed Economica), e la Società Laziale per Fuorigrotta. Quest'ultimo quartiere, di nuova fondazione, costituì il fiore all'occhiello dell'urbanistica partenopea durante il fascismo. Nato per ospitare la Triennale d'Oltremare su volontà del regime come strumento di esaltazione della potenza coloniale del Paese, il progetto di insediamento dell'area fu curato da Marcello Canino come urbanista e capoprogettista del primo nucleo del quartiere flegreo.
A partire dal 1925, con l'istituzione, attraverso l'emanazione del RD 1636/25, dell'Alto Commissariato che aveva il compito di favorire il miglioramento delle condizioni urbane attraverso interventi diretti. L'Alto Commissariato aveva strategie di pianificazione urbana opposte a quelle del Risanamento. Fino ad ora il Risanamento aveva preferito operare attraverso l'esproprio di aree centrali della città per realizzarvi nuove edificazioni secondo i dettami dell'ingegneria tardoottocentesca che mirava a sventramenti igienici di vaste porzioni di tessuto e ricucite con interventi che avevano come riferimenti le urbanizzazioni di Parigi del Barone Haussmann, la periferia diventava luogo di pianificazione secondario della nuova città e destinato esclusivamente alle classi meno abbienti. L'Alto Commissariato invece mirava ad una politica espansiva che prediligeva le aree periferiche della città, da poco acquisite, e pianificandole secondo una guida urbanistica dettata dal Piano Giovannoni che mirava al completamento delle aree di espansione, abbandonando completamente il sistema degli sventramenti. Il grosso degli interventi di edilizia popolare si concentrano soprattutto nella nuova area occidentale di Fuorigrotta e Bagnoli, nell'area orientale prossima alla zona industriale e sull'arco collinare che va dal Cimitero di Poggioreale a Capodimonte. Gli unici tre interventi di rilievo effettuati nel centro della città dall'Istituto Autonomo Case Popolari in questi anni sono il Rione Santa Caterina da Siena al Corso Vittorio Emanuele, realizzato tra il 1930 e il 1932 in stile barocchetto, il Rione Duca di Genova in Piazza San Luigi a Posillipo, realizzato in un'area occupata un tempo da una cava di tufo tra gli anni 1931 e il 1934, e infine l'intervento della Galleria Vittoria, frutto di un concorso di progettazione per il completamento del fronte lungo via Chiatamone e via Morelli vinto in secondo grado da Roberto Pane e realizzato anch'esso tra il 1931 e 1934. Gli interventi dell'Istituto Case Popolari, che momentaneamente assunse il nome di Istituto Fascista Autonomo Case Popolari (IFACP), assunsero un carattere stilistico conservatore e tendenzialmente borghese che andavano in controtendenza con le coeve scuole razionaliste di Milano e Roma isolando Napoli da un completo e maturo rinnovamento dell'architettura residenziale che in quegli anni fu trattata come perno principale della nuova architettura europea e mondiale attraverso i CIAM. La casa popolare napoletana di quel periodo si caratterizzava con soluzioni tipologiche e morfologiche tipicamente ottocentesche, nonostante fossero tecnologicamente all'avanguardia con l'adozione di soluzioni strutturali in Calcestruzzo armato. I primi tentativi di rinnovo progettuale da parte dell'Istituto Case Popolari furono il Rione Gioberti a Capodichino, il Rione Ammendola allo Scudillo e il San Tommaso d'Aquino dove si abbandonarono gli stilemmi compositivi dell'Ottocento per una progettazione tipologicamente più razionale.
Nel 1936 cessarono le attività dell'Alto Commissariato e contemporaneamente s'intavolava il lavoro di fattibilità di un nuovo piano regolatore, uno dei migliori della produzione urbanistica italiana, e approvato con una legge del 29 maggio 1939. Il Piano fu redatto da numerose personalità di spicco della cultura architettonica del tempo come Camillo Guerra, Marcello Canino, Ferdinando Chiaromonte e Luigi Piccinato tra i più rappresentativi. Già nel 1938, Piccinato pubblicava un articolo riguardo alla sistemazione di una cintura verde per Napoli, alla maniera dei tedeschi Josef Stübben e Wolf. Le indicazioni di Piccinato erano molto precise per assicurare un ottimale sviluppo urbanistico del territorio cittadino: decentrare l'edificazione di nuove abitazioni popolari nelle zone di espansione previste dal piano e una revisione del regolamento edilizio del 1935 che consentiva alte densità edilizie e di popolazione. Il P.R.G. ripescava gran parte del precedente piano di Giovannoni aggiornandolo con una razionalizzata zonizzazione del territorio. Nelle zone di espansione erano previsti piani di edilizia economica e popolare con tipologia edilizia estensiva tale da non distruggere gli equilibri naturali delle campagne urbane. Dopo un anno, con l'entrata dell'Italia in guerra, si produsse ben poco; in alcuni casi furono solo posate le fondazioni di alcuni insediamenti che divennero emblematici esempi della ricostruzione.

### Dal 1945 ad oggi: la grande ricostruzione e il fallimento delle iniziative a grande scala
Per l'architettura e l'urbanistica degli interventi di edilizia popolare a Napoli acquisirono un'importanza notevole a partire dalla ricostruzione postbellica. Poco prima dello scoppio della Seconda Guerra Mondiale si mise a punto il nuovo P.R.G. da adottare come strumento urbanistico di sviluppo della città e tra le prerogative del piano c'era lo sviluppo delle nuove periferie intorno ai casali che costituivano la nuova corona periurbana della città senza che venisse alterata in maniera significativa da interventi massicci che avvennero incontrollatamente dopo. Alla fine del conflitto Napoli versava in pessime condizioni sociali, le aree industriali, portuali e ferroviarie furono completamente compromesse dai numerosi bombardamenti anglo-americani prima e tedeschi dopo, furono distrutti anche tutti gli impianti pubblici di rifornimento della città. Ci fu una perdita complessiva di centomila vani residenziali. Nel 1945, con la salita di Gennaro Fermariello, sindaco del Comitato di Liberazione Nazionale, sorse l'idea di redigere, dopo sei anni, un nuovo P.R.G. repubblicano dove si poneva in luce la questione degli alloggi e della ricostruzione parziale ed integrale di vaste aree danneggiate. Il Piano, redatto da Luigi Cosenza in collaborazione con intellettuali del calibro di Roberto Pane, Amedeo Maiuri, Adriano Galli, Ferdinando Isabella e Felice Ippolito, mirava a "trovare una soluzione di equilibrio tra i gravi problemi contingenti (in primo luogo la ricostruzione edilizia e industriale) e i problemi del futuro generati dal dinamico incremento demografico di Napoli".. Contemporaneamente, con interventi di estrema urgenza, vennero pianificati i primi rioni popolari realizzati lungo gli assi di espansione della città, ad esempio via Stadera e Calata Capodichino. Nella nuova produzione architettonica dei nuovi quartieri furono impiegate le nuove leve appena uscite dalla giovane Facoltà di Architettura ed intrise di ideali d'oltralpe e d'oltreoceano. Furono tra i primi ad importare il linguaggio e i valori del Razionalismo tedesco della Bauhaus e del Werkbund attraverso le esperienze delle Siedlungen di Stoccarda, Berlino, Colonia e Francoforte. Gli architetti partenopei più attivi nella ricostruzione della nuova edilizia pubblica furono Luigi Cosenza, Francesco Di Salvo, Carlo Coen, Carlo Cocchia, Giulio De Luca, Stefania Filo Speziale, Mario Ridolfi, Mario Fiorentino ed altri estranei alla cultura napoletana. L'abbandono della tipologia a blocco ottocentesca favorì lo sviluppo di nuove tecniche compositive che economizzarono i processi costruttivi, vennero introdotte le stecche, le case a ballatoio e le torri.

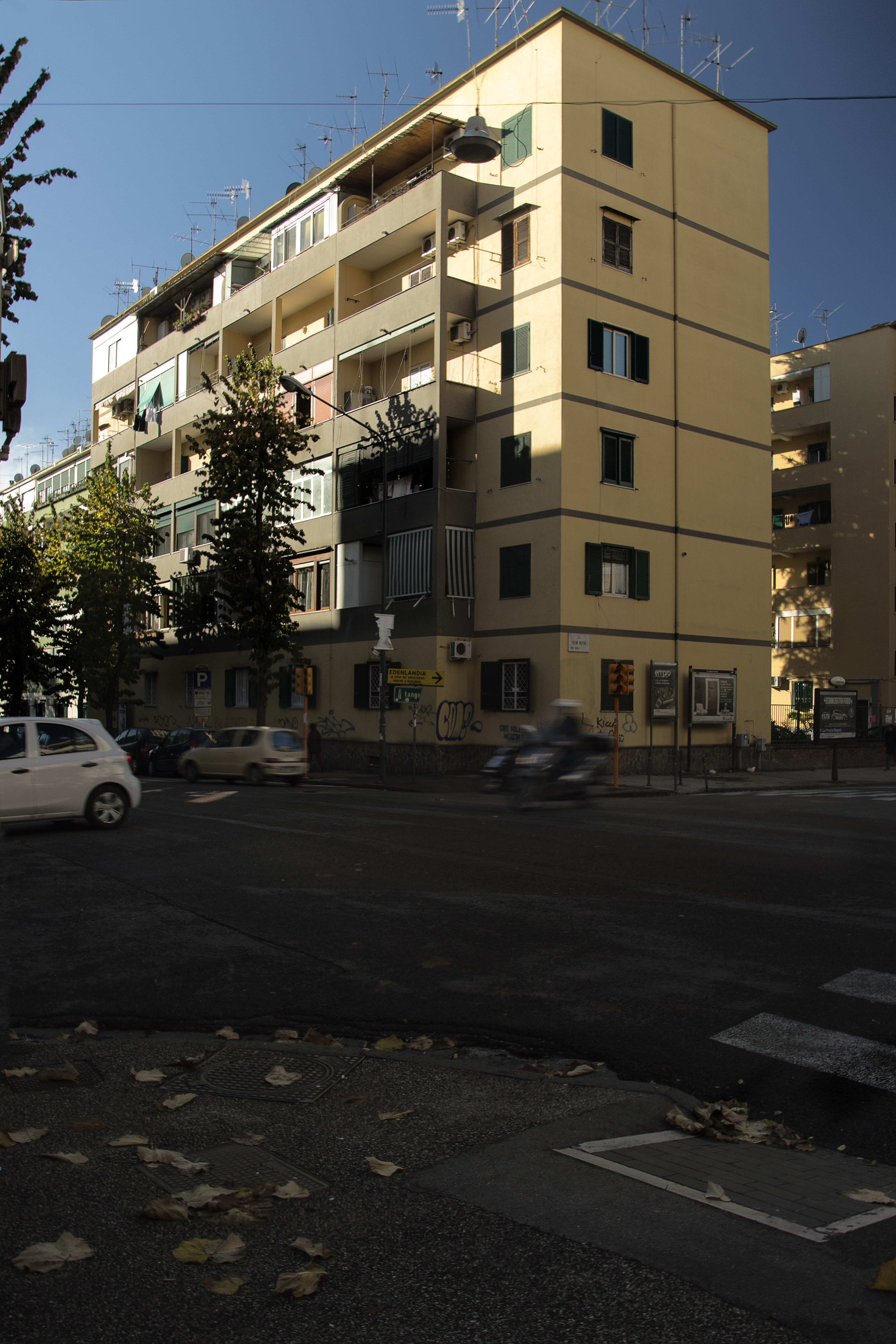
Rione Gemito (particolare di una palazzina), Alfredo Sbriziolo e Marcello Canino

Nel periodo, che va dal Piano Regolatore Generale del 1946 all'ascesa di Achille Lauro avvenuta a cavallo tra il 1951 e il 1952, la linea guida fu dettata dal disegno politico del Piano Cosenza con interventi tempestivi volti a soddisfare le prime richieste di abitazioni. Furono realizzati simultaneamente, e in zone diverse, le case di Viale Augusto a Fuorigrotta su progetto di Cosenza, il Rione D'Azeglio a Barra sempre di Cosenza, il Rione Mazzini a Capodichino di Cosenza, Cocchia, Di Salvo e Francesco Della Sala, il Rione Cesare Battisti alla Stadera di Cosenza, Della Sala, Di Salvo e Alfredo Sbriziolo, quest'ultimo autore, insieme a Marcello Canino del Rione Gemito all'Arenella.

#### La Legge Fanfani del 1949: L'esperienza dei due settenni INA-CASA, la ricostruzione alternativa

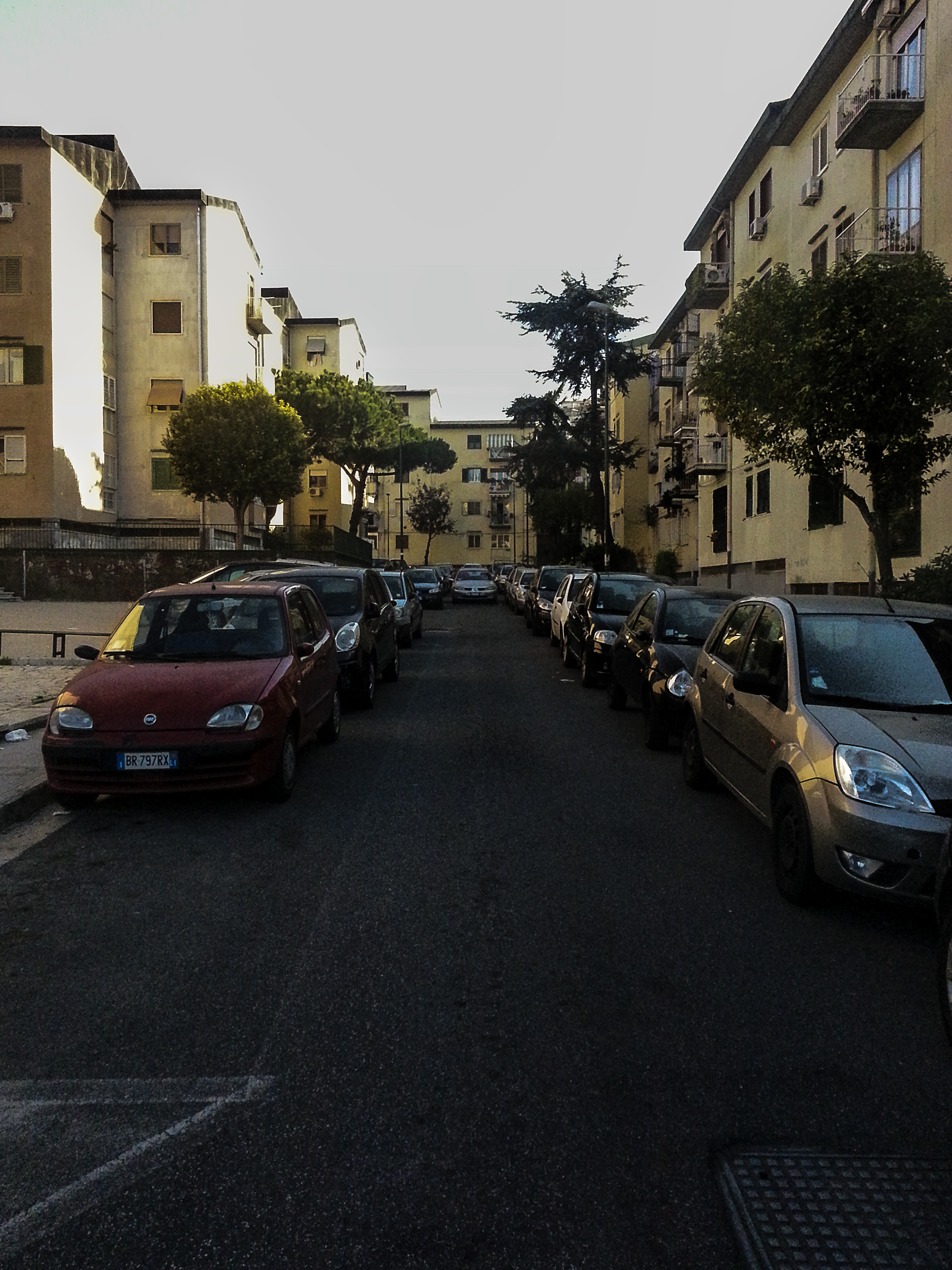
INA-Casa in Via San Giacomo dei Capri, Renato De Fusco

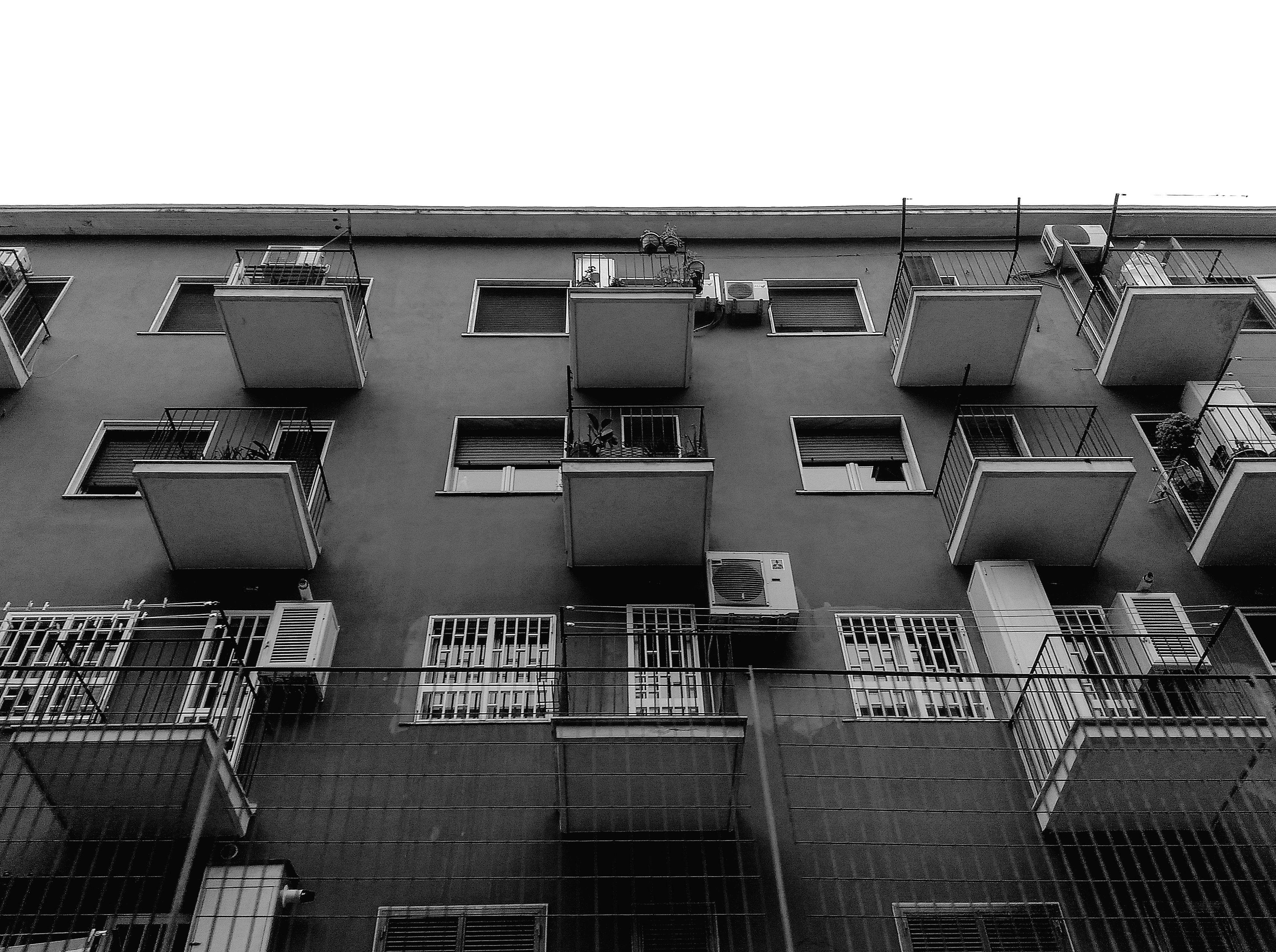
INA-Casa Lieti-Capodimonte, Giulio De Luca

##### Introduzione al Piano
Il Piano Casa Fanfani, varato nel febbraio 1949, rappresentò un evento di straordinaria rilevanza sociale. Il piano diede avvio all'attività dell'ente INA-Casa, con presidenza di Arnaldo Foschini, coadiuvato da Adalberto Libera nel ruolo di direttore dell'ufficio tecnico. La stessa titolazione di Provvedimenti per incrementare l'occupazione operaia agevolando la costruzione di case per lavoratori, lascia chiaramente intendere il più ambizioso disegno teso a coniugare lo sviluppo occupazionale al ciclo edilizio, trasformandolo in un volano della ripresa economica. Il programma INA-Casa è distinguibile in due fasi: un primo settennio (1949-1955) dove impera la corrente neorealista e un secondo settennio (1956-1962) guidato dalla sperimentazione.
Il primo settennio in Italia si aprì con la costruzione del quartiere Italia di Terni ad opera di Mario Ridolfi e Wolfgang Frankl. Il più rappresentativo fu però il Tiburtino di Roma. Realizzato tra il 1949 e il 1954, è il frutto della collaborazione di un gruppo di architetti guidati da Ridolfi e Ludovico Quaroni e vide la partecipazione attiva di Carlo Aymonino, Mario Fiorentino, Michele Valori ed altri. Il Tiburtino divenne in breve tempo il riferimento urbano per le nuove edificazioni promosse dall'ente. Nel meridione divenne emblematico il caso de La Martella a Matera. Sorto su iniziativa congiunta tra UNRRA-CASAS e INU nel 1951; il quartiere nacque sulla base di ricerche condotte da Friedmann nel 1944 sulla persistenza di habitat ancora scavati nella roccia. La conseguenza fu l'organizzazione di un gruppo di progettisti, capitanati da Quaroni, che progettarono un borgo di duecento alloggi organizzati secondo il principio dell'unità di vicinato. Il secondo settennio fu guidato dalle riflessioni di Quaroni e di Giuseppe Samonà che tentò di riconsiderare l'importanza dei tessuti compatti consolidati. Emblematico di questo settennio è il quartiere san Giusto di Prato, realizzato nel 1957 da Quaroni. L'impianto compositivo è giocato sulla matrice geometrica riconoscibile dalla fitta tessitura di un modulo planimetrico a torre che s'innesta su un più ampio incastro di corti quadrangolari intorno a cui ruotano le cellule tipo. Il quartiere di via Cavedone a Bologna, realizzato tra il 1957 e il 1960 ad opera di Federico Gorio, Leonardo Benevolo e Vittorini, tenta di rielaborare in chiave moderna il tema della corte.

##### La vicenda napoletana
In Campania, ed in particolare Napoli, l'edificazione dei quartieri rappresentò il laboratorio linguistico per eccellenza della nuova architettura. Sul finire degli anni Cinquanta furono realizzati secondo la poetica neorealista e razionalista i complessi di Ponticelli nel 1951, progettato dall'ufficio tecnico INA-Casa guidato da Adalberto Libera, e quello di Capodichino, progettato nello stesso anno da Stefania Filo Speziale e concluso nel 1967. Uno dei più rappresentativi interventi dell'istituzione è l'Unità di Abitazioni ai Granili di Giorgio Cozzolino, realizzate nel 1952, si caratterizzano per la ripresa tipologica delle Unità abitative di Le Corbusier e degli Hof viennesi. Affine alla corrente neorealista è il Rione La Loggetta, situato tra Soccavo e Fuorigrotta, il progetto fu coordinato da Giulio De Luca con la collaborazione di valenti progettisti napoletani. Il quartiere asseconda le linee orografiche naturali, attraverso la scelta tipologica delle abitazioni in linea, conferendo il carattere di borgo, racchiuso intorno ad una piazza. Contemporaneamente, nello stesso rione e con esito diverso, furono realizzare unità prefabbricate su progetto dello studio BBPR per conto della CECA. Di sapore più cittadino è l'intervento in via San Giacomo dei Capri di Renato De Fusco e Franco Sbandi.
Il secondo settennio fu inaugurato con la progettazione e realizzazione del quartiere Secondigliano II a nord della città. Con questo intervento Carlo Cocchia, coordinatore del gruppo di progettazione, cercò di ritrovare l'ordine armonico che esiste nei tessuti compatti consolidati. Nel 1956 vennero progettate da Ridolfi e Frankl sei torri in via Campegna a Fuorigrotta che richiamano nello stile generale le abitazioni di viale Etiopia. Nel 1957 si tentò di superare la concezione dei piccoli nuclei edilizi, per approdare ad interventi di larga scala. In questa prospettiva fu progettato il Rione Traiano, intervento misto che vede attive diverse istituzioni finanziatrici dell'intervento e tra queste anche l'INA-Casa. Il progetto fu curato da Marcello Canino in veste di coordinatore urbanistico coadiuvato da diversi progettisti che lavorarono ai vari nuclei che costituiscono il quartiere. Due anni dopo è il turno dell'altro grande intervento a scala urbana, il Complesso Soccavo-Canzanella. Progettato da Mario Fiorentino, Giulio De Luca, Stefania Filo Speziale, Canino e Maione, è ubicato in un'area triangolare a ridosso del Vomero. Si caratterizza per la filosofia urbana del new empiricism britannico con sfumature del locale neorealismo.

#### La Legge 167/1962 e la grande scala

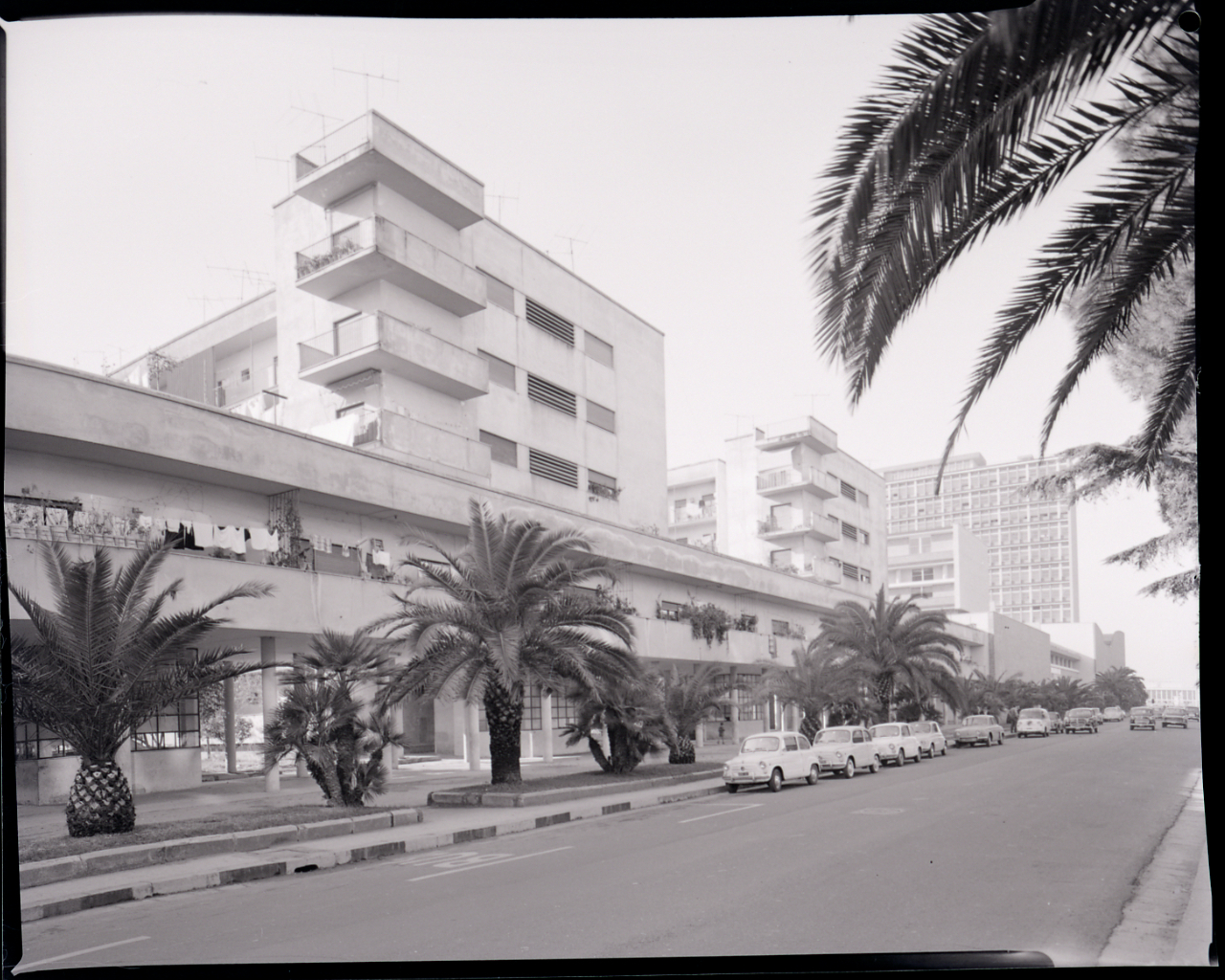
Alloggi per senza tetto di Luigi Cosenza, viale Augusto. Foto di Paolo Monti, 1965.

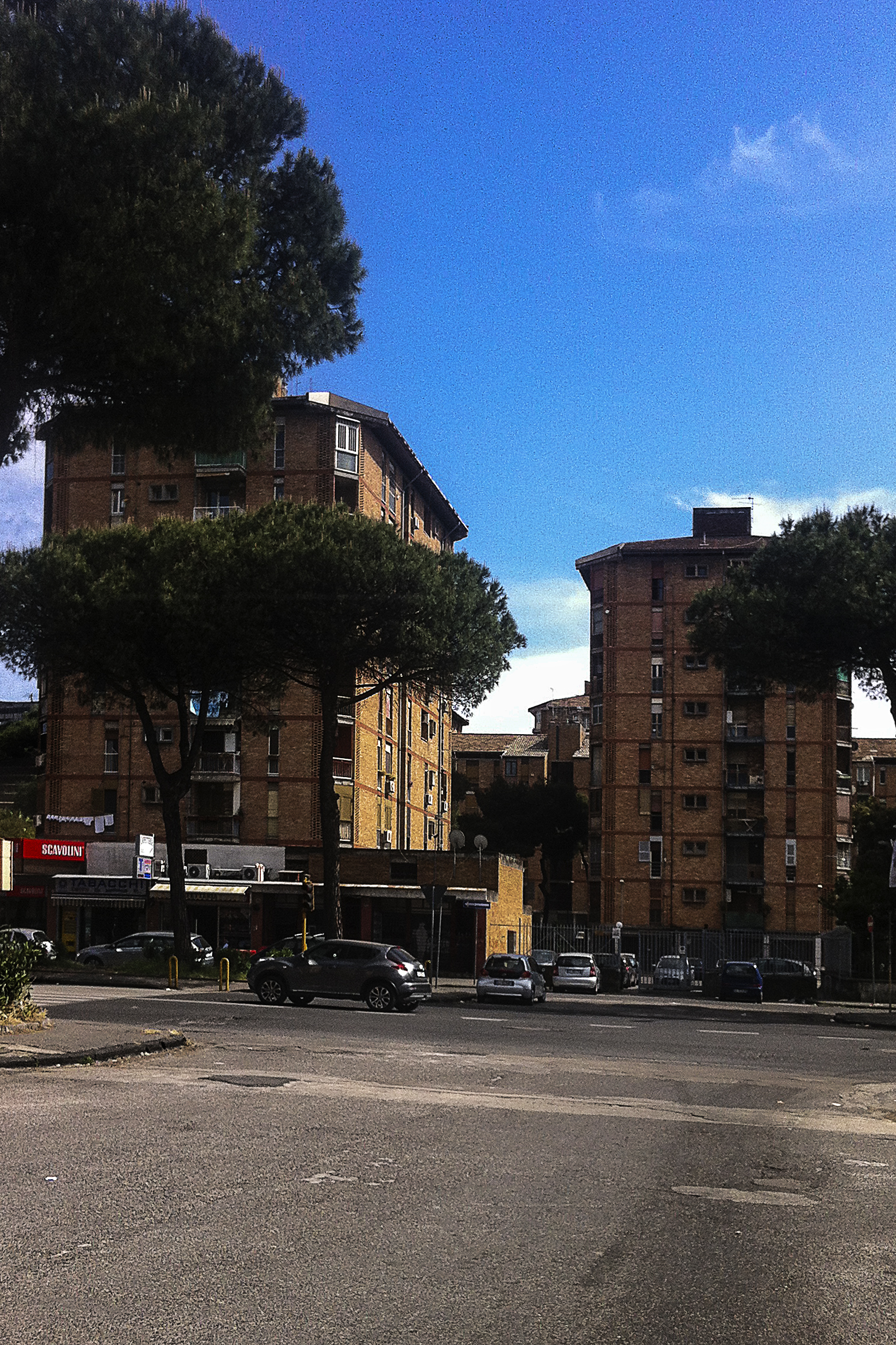
Case a Torre al Rione Traiano, Marcello Angrisani e Michele Capobianco

Il mito della grande scala spunta nel panorama urbanistico ed architettonico napoletano a partire dal nuovo piano urbanistico redatto nel 1958 dalla giunta comunale governata da Achille Lauro. Il passaggio risultò abbastanza graduale, già i quartieri del secondo settennio INA - Casa de La Loggetta, Soccavo Canzanella e Secondigliano riuscirono a gestire egregiamente grossi carichi abitativi rispetto a quelli usuali degli altri rioni INA - Casa. Dal Piano redatto nel 1958, e mai attuato per i troppi interventi di speculazione sui suoli, presero spunto due grandi interventi che si localizzavano in periferia e più precisamente uno a valle del quartiere Soccavo e l'altro in un pianoro tra Secondigliano, Miano e Piscinola. In fase di realizzazione il primo intervento attuato fu il Rione Traiano a Soccavo, concepito come quartiere satellite che doveva essere il motore per una futura congiuntura ad occidente con Pozzuoli e Cuma. Il carico abitativo del progetto di Marcello Canino si aggirava sulle trentamila unità, generando quel salto di scala auspicato dal Piano di Lauro e che supera almeno di 3 volte il vicino Soccavo Canzanella di Giulio De Luca.
Nel frattempo, sul panorama nazionale, sorgeva una riflessione - che ha anche interessato i progettisti più maturi partenopei come lo stesso De Luca - sui nuovi quartieri di edilizia popolare e sul loro fallimento sociale producendo risultati negativi. Tra le soluzioni trovate ci fu quello di dover rifondare completamente il rapporto tra architettura ed urbanistica che ebbe un parziale esito tra il 1967 e il 1968 con l'approvazione della cosiddetta legge ponte. I temi centrali di questa acuta riflessione furono l'abbandono ad un'estetica urbana puramente razional-funzionalista in favore ad una di carattere organico e storicistico che potesse leggere integralmente le funzioni del tessuto storico stratificato. Il Rione Traiano in parte riuscì a percepire questa riflessione trasformandosi nel classico quartiere dotato di forma urbana ma carente di contenuti, trasformando il rione in un classico quartiere dormitorio privo degli standard minimi per il carico abitativo. A contribuire il degrado fu l'elevata densità abitativa di progetto, visto che i riferimenti furono i nuovi quartieri scandinavi che consentivano virtuosismi progettuali senza ricadere nella reinterpretazione storicistica del tessuto consolidato. L'impianto è organizzato su una strada parco, viale Traiano, che funge da supporto per i sette nuclei edilizi che costituiscono il rione.
Nel 1962 a seguito dell'approvazione della legge 167/62, riguardante le Disposizioni per favorire l'acquisizione di aree fabbricabili per l'edilizia economica e popolare vengono istituiti nei piani attuativi comunali la necessita di aree PEEP, acronimo di Piani di Edilizia Economica e Popolare. La nuova legge rese utilizzabile l'espropriazione per pubblica utilità anche terreni destinati alla residenza, e veniva fissata una indennità di esproprio inferiore al valore di mercato. Con questa legge, nel 1965, venne approvato e individuato il sito di edificazione del nuovo quartiere residenziale di Scampia. Il nuovo quartiere, realizzato nella periferia a nord della città, aveva il compito, insieme al contemporaneo quartiere 167 di Ponticelli, di spostare il baricentro urbano verso l'interno favorendo una diffusione nel territorio di un sistema di centri urbani. Entrambi gli interventi, Scampia a nord e Ponticelli a nord-est, erano stati programmati per ospitare il primo una popolazione di sessantacinquemila abitanti e il secondo di sessantamila abitanti su una superficie leggermente più vasta di Scampia. Il P.d.Z. del comprensorio 167 di Secondigliano ha una natura libera, regolata solamente dal sistema infrastrutturale e dalla lottizzazione dei megalotti (da 1 ha fino a 11 ha) producendo risultati positivi e negativi allo stesso tempo. L'aspetto positivo fu quello che "contrappone alla ineluttabilità della norma una condizione di libertà nelle scelte che è condizione indispensabile per buone ed interessanti soluzioni planimetriche e formali". D'altro canto questa libertà ha prodotto "la perdita completa della forma urbana non sostituita da altre relazioni strutturanti". Un aspetto secondario che ricade sul piano edilizio fu quello di affidare con autonomia degli appaltatori i vari interventi causando una proliferazione di progetti variante ad ogni intervento. Il caso più emblematico è avvenuto alle sfortunate unità abitative delle Vele di Scampia di Franz Di Salvo, parzialmente demolite, rappresentavano in maniera chiara la progettazione a grande scala del nuovo quartiere. L'edificazione del complesso venne affidato ad un ente appaltante che autonomamente ha manomesso l'idea di Di Salvo partendo dalle soluzioni strutturali con l'adozione del solo calcestruzzo armato in sostituzione degli elementi prefabbricati brevettati dallo stesso progettista e dal punto di vista formale venne completamente alterato il sistema modulare originale.
Il fallimento di questi esperimenti urbanistici iniziati a partire dal 1957, anno della posa della prima pietra del Rione Traiano, all'indomani del sisma del 1980 ha generato nei successivi anni delle riflessioni sull'organizzazione dei nuovi nuclei residenziali post-sisma. Nei quartieri appena citati furono occasione di una rivisitazione degli spazi pubblici e sociali che vennero aggiunti nei successivi anni cercando di arginare il più possibile il processo di degradazione della vita collettiva.

#### Gli anni del PSER e le recenti politiche residenziali
Dopo il terremoto, tali valori critici ebbero ricadute sia per la vivibilità che per le condizioni socio-economiche. Uno dei casi più rinomati sono le “Vele di Scampia”. Questa zona, prima della costruzione degli insediamenti, non presentava delle strutture produttive di rilievo eccetto una fabbrica di birra e dei laboratori artigianali di pellame. La zona quindi assunse una vocazione esclusivamente residenziale al punto tale da condizionare radicalmente gli sviluppi successivi. L'errore madornale, infatti, da parte dei pianificatori fu di non aver incentivato l'introduzione di infrastrutture all'interno della zona. Ciò ha portato alla cementificazione dell'intera area per un totale di 3315 alloggi e di circa 20000 vani, abbandonate alla più completa incuria.